# Eufrat
Eufrat (grč. Εὐφράτης; arap. الفرات, Al-Furat; heb. פְּרָת, Perat; kurdski: Firat; turski: Fırat; staroperzijski: Ufrat, akadski: Pu-rat-tu) je zapadnija od dvije velike rijeke koje protječu Mezopotamijom (druga je Tigris).

## Etimologija
Pretpostavljalo se da ime Eufrat potječe iz staroperzijskog Ufratu, što znači pogodan za prijelaz. Ipak, ova indoeuropska etimologija postaje dvojbena imaju li se na umu sumersko i akadsko ime za Eufrat: Buranun i Pu-rat-tu. Čini se tako da je staroperzijsko ime zapravo nastalo pučkom etimologijom utemeljenom na prethodnom imenu ove rijeke.

## Tok Eufrata
Rijeka je duga oko 2780 km. Nastaje stapanjem dviju pritoka: prva je Kara (zapadni Eufrat), koji izvire na visoravnima istočne Turske, a drugi je Murat (istočni Eufrat), koji izvire na području jugozapadno od brda Ararat. Gornji tok Eufrata prolazi kroz strme kanjone i nastavlja prema jugoistoku Sirije i Iraku.
U istočnoj Siriji u Eufrat se ulijevaju rijeke Khabur i Balikh. Obje izviru u Turskoj. Nizvodno, kroz čitav svoj tok, Eufrat više nema pritoka. Sjeverno od Basre, u južnom Iraku, spaja se s Tigrisom te utječe u Perzijski zaljev.
Nekad se rijeka na svome ušću račvala u mnogo rukavaca, tvoreći deltu, no ona je većim dijelom isušena odlukom vlade Saddama Husseina iz devedesetih, kako bi se suprotstavili pobunjecima koji su ondje nalazili sklonište. Od okupacije Iraka 2003. pokušava se ponovno povratiti prirodna delta.
Eufrat je plovan samo brodovima plitkog gaza, koji mogu stići 1930 km uzvodno do grada Hit, koji je na samo 53 m nadmorske visine. Uzvodno od toga grada plićine i brzaci onemogućuju plovnost. Godišnje poplave Eufrata, uzrokovane topljenjem snijega u sjeveroistočnoj Turskoj, djelomično su ukroćene novim nasipima i bazenima u gornjem toku. Kanal dugačak 885 km povezuje Eufrat i Tigris te služi kao plovni put.

## Eufrat u Bibliji
Prema biblijskom izvještaju o stvaranju, Eufrat je jedna od četiri rijeke što izviru iz Edenskog vrta (usp. Post 2,14). Nabrojen je na četvrtom mjestu uz rijeke Pišon, Gihon i Tigris.
Eufrat predstavlja i dio granice zemlje što ju je Bog obećao Abrahamu i njegovom potomstvu. U hebrejskom tekstu Biblije često je naveden samo pod imenom הנהר (haNahar), što znači „Rijeka“.
U Knjizi Otkrivenja Ivan ima viđenje „Eufrata, rijeke velike“, te za nju kaže: „Presahnu voda te načini prolaz kraljima s istoka sunčeva“ (Otk 16,12), što se događa kao priprava za bitku kod Armagedona.

## Eufrat u islamskim proroštvima
U islamu, neke od Muhamedovih izreka daju naslutiti da će se Eufrat isušiti, otkrivajući dotad nepoznata bogatstva, što će postati uzrokom žestokog rata.
- Uskoro će Eufrat otkriti blago od zlata i tkogod bude tada prisutan neće smjeti uzeti ništa od toga. - Sahih Bukhari.
- Božji Poslanik (neka ga Bog blagoslovi i dade mu mir) reče: »Neće proći onaj Čas prije nego što se rijeka Eufrat ne isuši i otkrije brdo zlata, za koje će se ljudi boriti. Devedeset i devet od stotinu njih poginut će, a svaki će od njih reći: „Možda ću ja jedini preživjeti“« - Sahih Bukhari.
- Poslanik S.A.V.S (neka ga Bog blagoslovi i dade mu mir) reče: »Eufrat otkriva blago u sebi. Tkogod ga vidi ne smije uzeti ništa od njega« - Al-Muttaqi al-Hindi
- Eufrat će otkriti brdo zlata pod sobom. - Sunan Abi Da'ud.

## Eufrat u povijesti
Eufrat je bio izvor vode za područje koje je postalo jedna od prvih velikih civilizacija, ona sumerska, oko 4. tisućljeća pr. Kr. Mnogi važni drevni gradovi smjestili su se uz obale ove rijeke: Mari, Sipar, Nipur, Šurupak, Uruk, Ur i Eridu. Riječna dolina predstavljala je i srce kasnijih carstava Babilonije i Asirije. Kroz nekoliko stoljeća Eufrat je bio i istočna granica između stvarnog egipatskog i rimskog utjecaja s jedne strane i zapadnih pokrajina Irana s druge.

## Sporna pitanja
Kao što je to slučaj i s Tigrisom, postoje brojni sporovi i oko Eufrata. Projekt nazvan "Jugoistočna Anatolija" u Turskoj uključuje izgradnju 22 brane i 19 hidroelektrana, što je najveći ikad poduzeti građevinski projekt u Turskoj. Prva je brana izgrađena 1990. Trebao je to biti znak dobre volje prema turksim Kurdima koji nastanjuju to područje, putem jačanja lokalnog gospodarstva.
U Siriji izgrađena je 1973. brana "Tabaqah", poznata i kao Eufratska brana, a gradi se još jedna. Irak ima sedam brana na Eufratu, no njihova je uporaba smanjena u doba vlasti Saddama Husseina. Nakon promjene vlasti 2003. stvari se polako mijenjaju.
Zbog nedostatka vode na Bliskom istoku Irak se pribojava da bi Sirija ili Turska mogle iskoristiti veći dio vode prije ulaska rijeke u Irak. I danas navodnjavanje u južnom Iraku ostavlja tek malo vode da se spoji s tokom Tigrisa u Šat al-Arabu.

## Vanjske poveznice
|  | Zajednički poslužitelj ima još gradiva o temi Euphrates |